# 小松寺 (知立市)
小松寺（こまつじ）は、愛知県知立市西町本田76-1にある曹洞宗の寺院。
山号は大悲山。本尊は地蔵菩薩。2007年（平成19年）、名鉄知立駅の高架化に合わせた知立駅周辺土地区画整理事業に伴い、知立市栄2丁目から知立市西町本田に遷座（移転）した。

## 歴史

### 創建
創建年は不詳。寺伝によると、平清盛の長男である平重盛（小松重盛）は平氏の所領30余か国に1国1寺を建立したとされ、三河国に建立されたのが小松寺と伝わる。また、清盛が重盛の早世を弔うために建立したとする説もある。元の山号は浄海山だった。

### 中世・近世
永享年間（1429年～1441年）頃には曹洞宗が遠江国や三河国に勢力を伸ばしており、応永20年（1413）には刈谷城下に楞厳寺が、嘉吉元年（1441年）には妙厳寺（豊川稲荷）が建立されているが、文明8年（1476年）には楞厳寺2世の花旻義栄によって小松寺が再興された。この際に山号が大悲山に改められている。小松寺は知立における曹洞宗の先駆けである。
江戸時代には池鯉鮒宿が東海道の宿場町として発展した。慶安年間（1648年～1652年）から承応年間（1652年～1655年）頃には楞厳寺13世の梅庵門策和尚が入寺し、周辺の田畑を買収して寺域を拡大させたことで、梅庵門策和尚は中興の祖とされている。なお、梅庵門策和尚は山町の慈眼寺も再興している。
文政4年（1821年）、祖山天苗の代に本堂が再建された。祖山天苗は東海道で生き倒れた旅人などを弔う無縁墓も建てており、やはり中興の祖とされている。

### 近代・現代

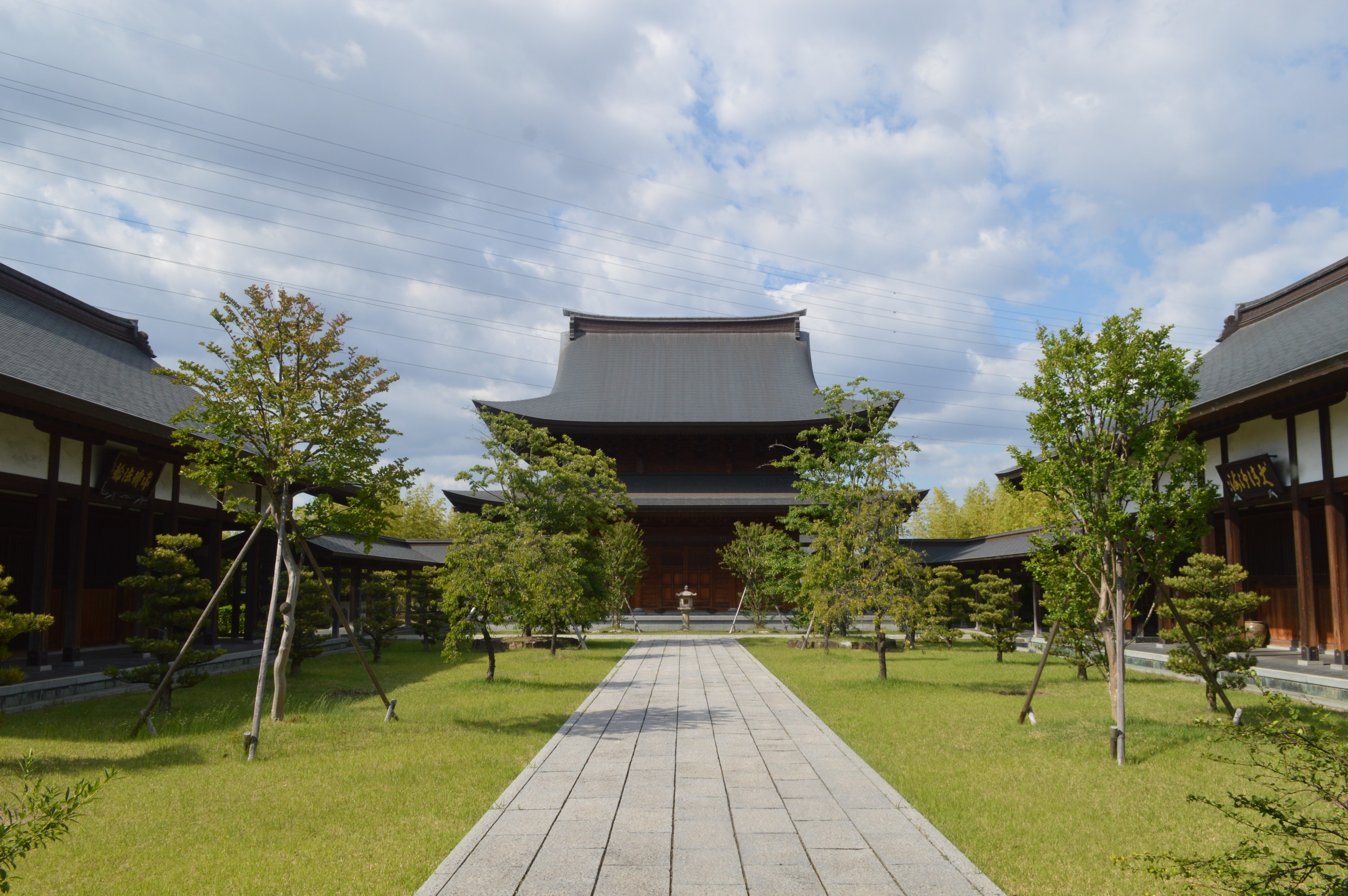
2007年の移転後の境内

明治時代になると、楞厳寺23世の幡竜大渓和尚はさらに寺域を拡大させた。幡竜大渓和尚は6か寺の末寺を建てており、やはり中興の祖とされている。
名鉄名古屋本線・三河線知立駅北口の北西すぐの場所にあり、市制施行前の住所は碧海郡知立町大字知立、市制施行後の住所は知立市栄2丁目14だった。1958年（昭和33年）、知立町が行った第一次区画整理事業によって、名鉄沿線にあった無縁墓などが小松寺や宝町の宝蔵寺に集められた。1964年（昭和39年）小松寺の境内には彫刻家の加藤潮光と加藤知彦の指導で、高さ6mの勢至菩薩尊像仏頭が建立された。
1993年（平成5年）、本堂の向かいに禅堂が新築され、鐘楼門が移築されたほか、庫裏と書院も建て替えられた。知立駅の高架化に合わせて知立市が実施した知立駅周辺土地区画整理事業に伴い、2007年（平成19年）には知立市西町本田の現在地に遷座（移転）した。

## 境内
- 本堂

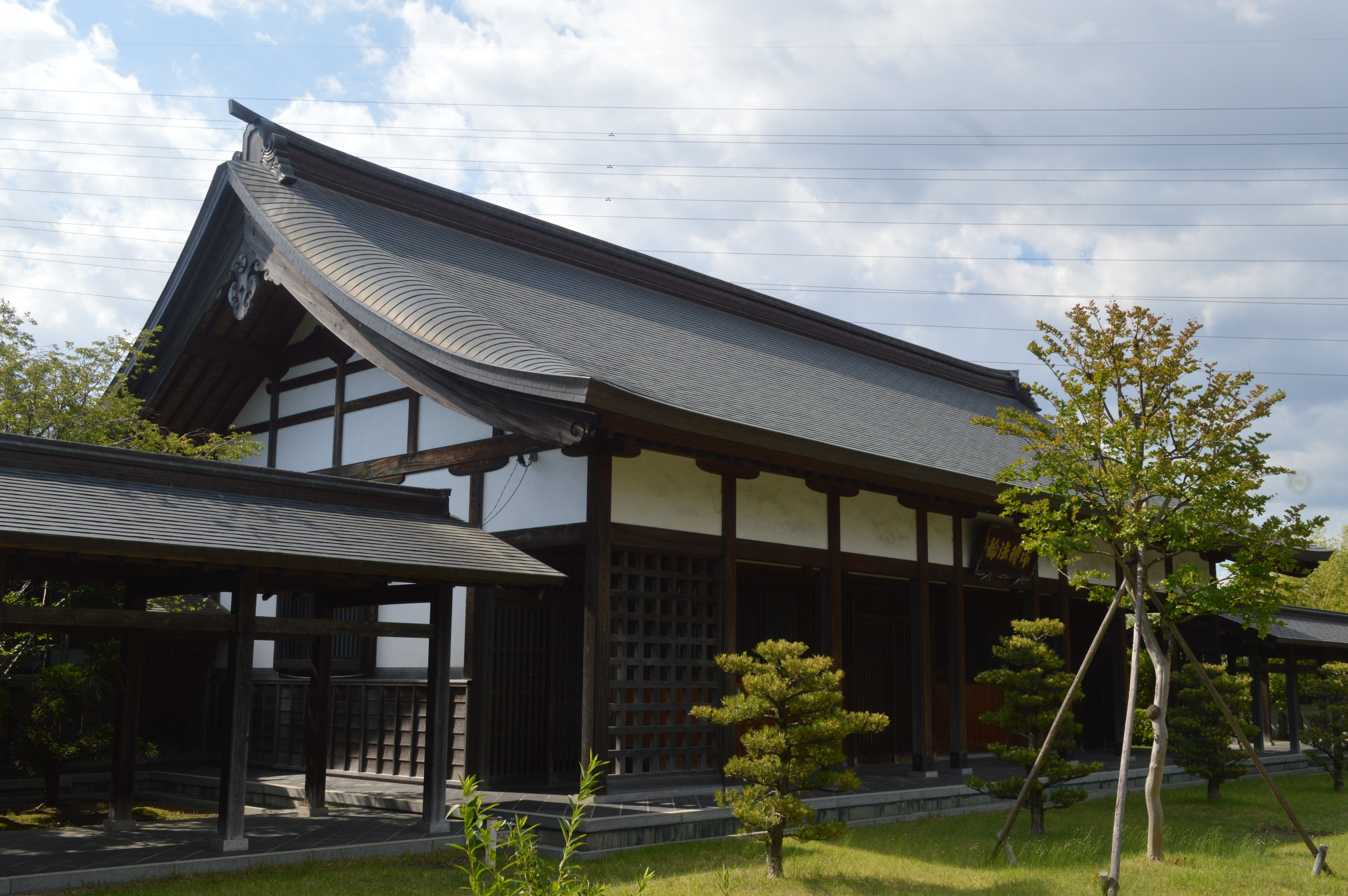
僧堂
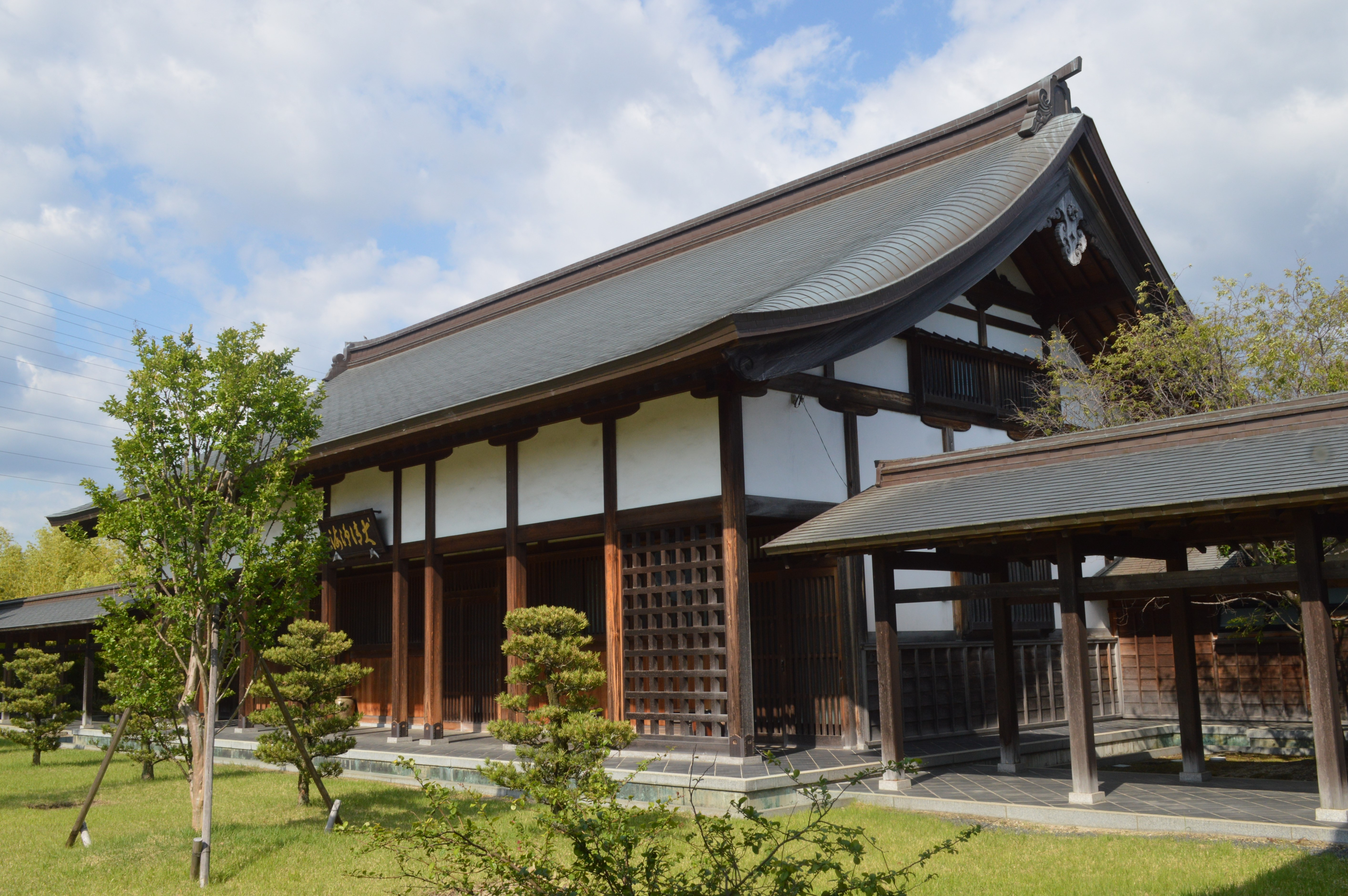
庫裏
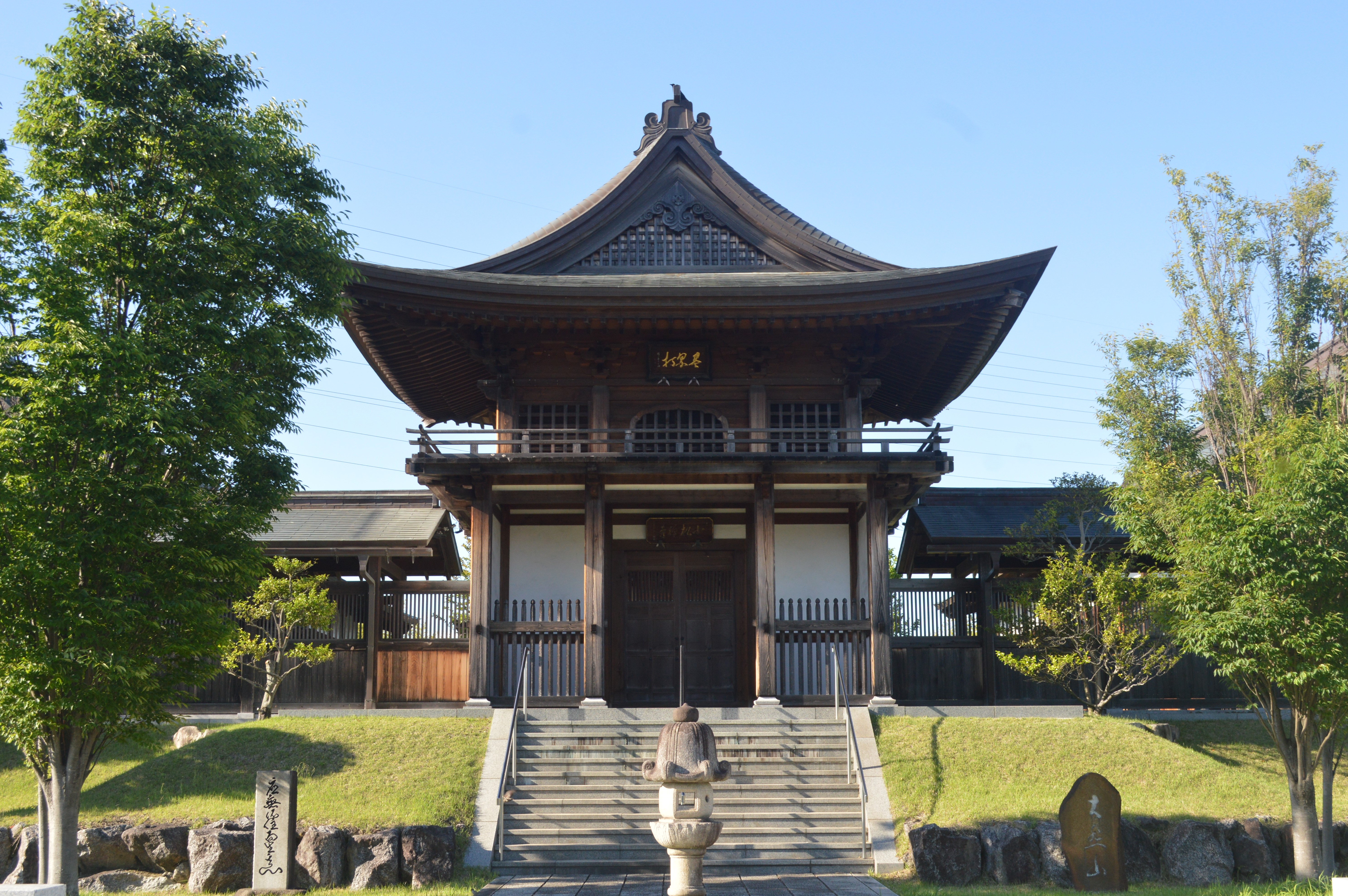
山門
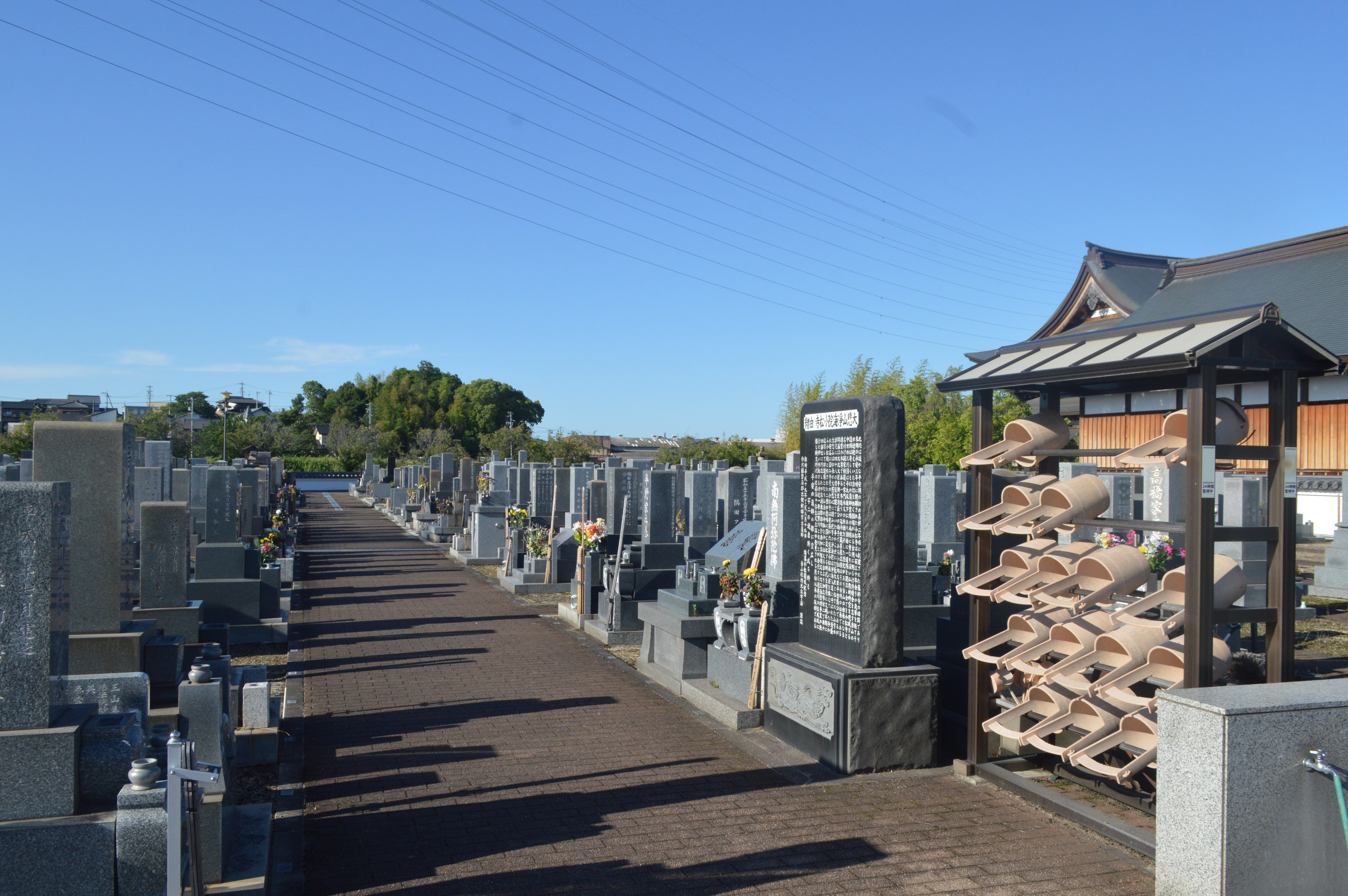
墓地

- 僧堂
- 庫裏
- 山門
- 墓地

## 井村祖風

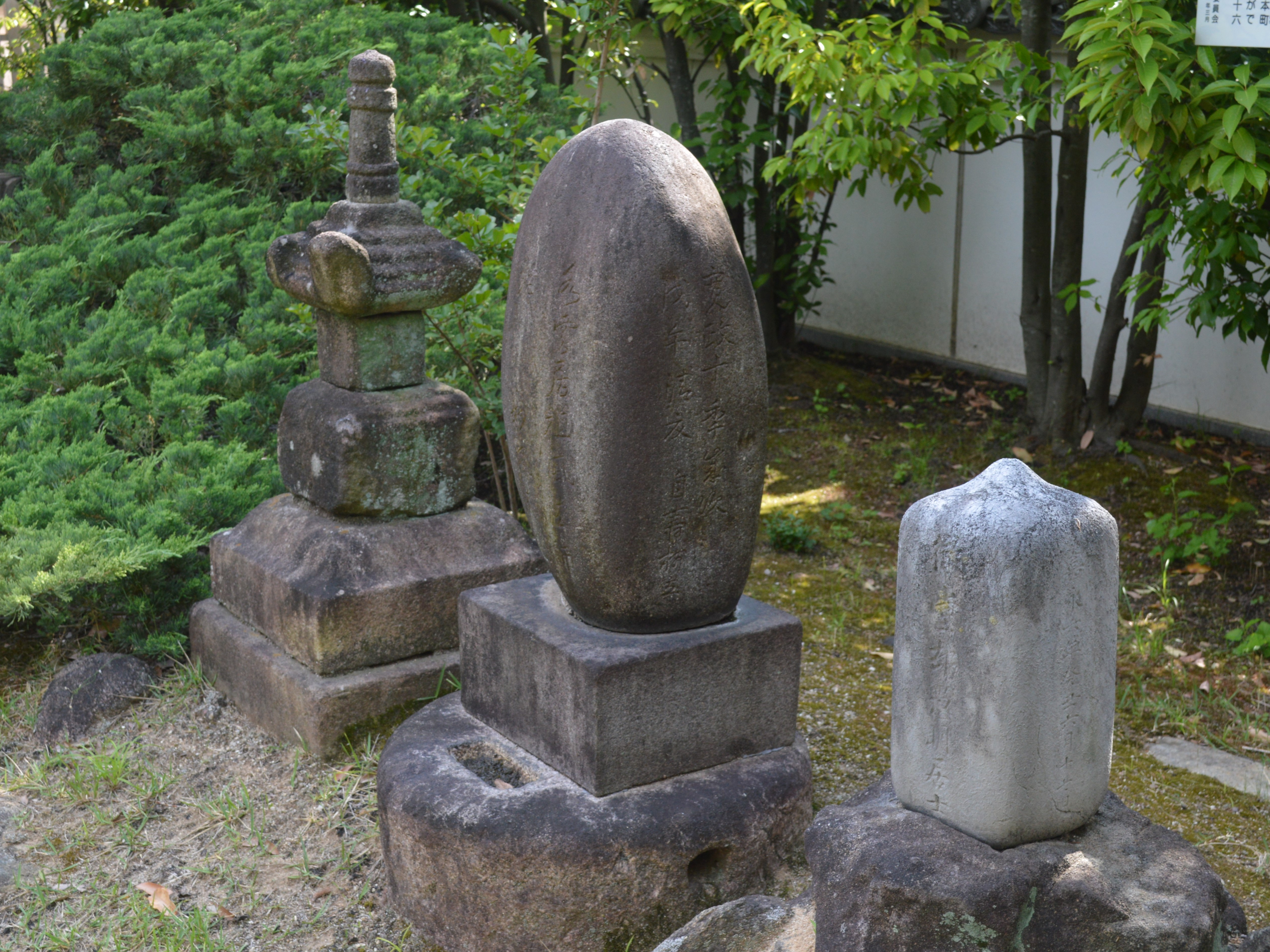
井村祖風墓（中央）、徹堂墓（右）

延享元年（1744年）、江戸に宮川考次郎（後の井村祖風）が生まれた。ある時に池鯉鮒宿の旅籠である山吹屋に泊まると、主人の井村新右衛門と意気投合し、新右衛門の意向で山吹屋の婿養子となった。井村祖風は松尾芭蕉の門下の俳人でもあり、水雲居祖風と号した。岡崎城主の伯父である本多忠寛とも交友があり、江戸風の俳諧を三河国に広めた功績がある。
井村祖風は後継ぎに恵まれなかったことから、本多家の家臣である三橋徹（後の井村徹堂）を養嗣子とした。井村徹堂は書や篆刻に長けており、江戸や京でも「池鯉鮒に徹堂あり」として知られたという。
文化6年（1809年）2月に井村祖風が死去すると小松寺に葬られた。なお、知立市八橋町の無量寿寺にも祖風の墓があり、祖風の句碑も建立されている。嘉永6年（1853年）には小松寺に井村徹堂の墓も建立された。

## 文化財

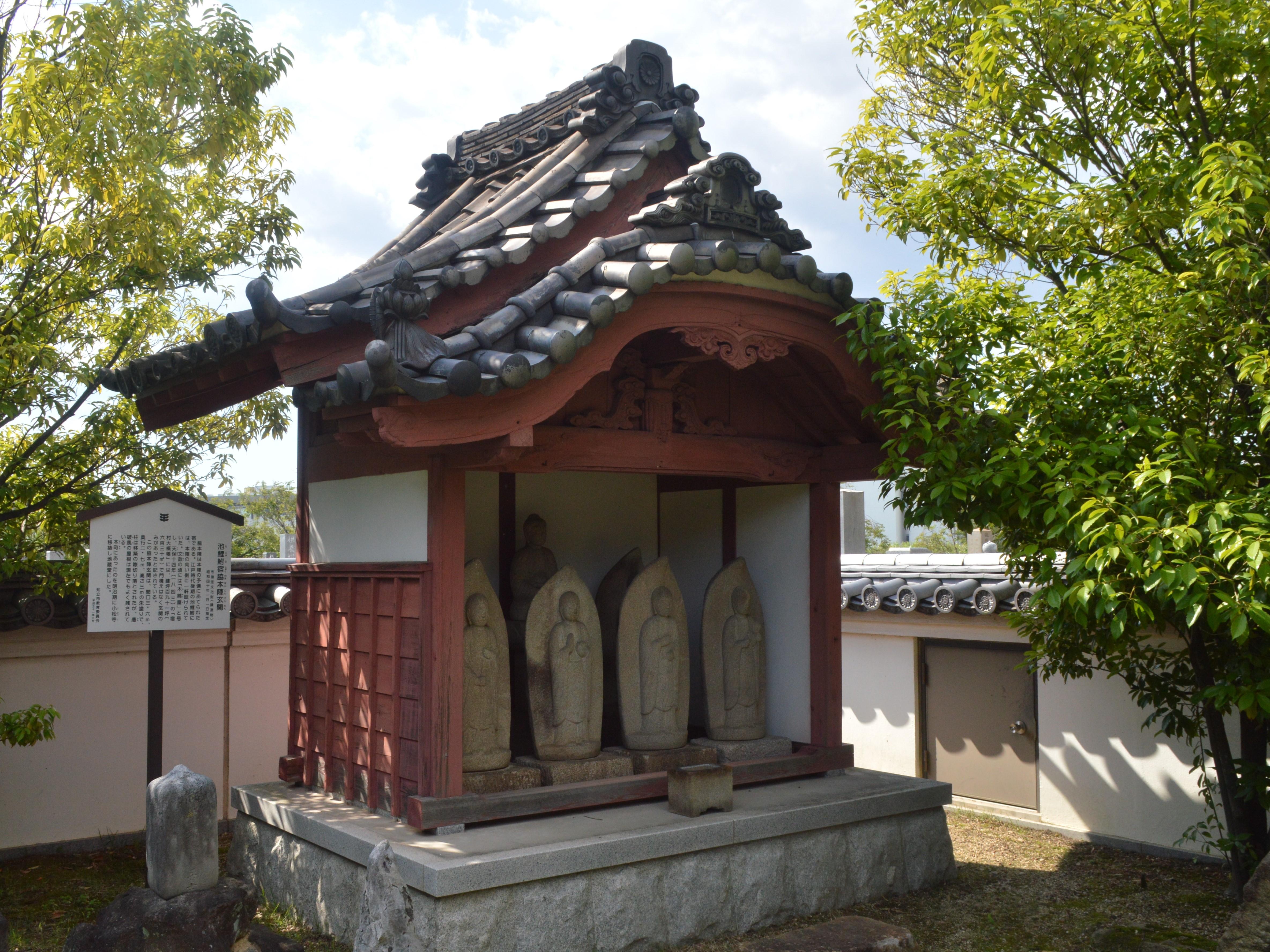
池鯉鮒宿脇本陣玄関

### 市指定文化財
- 池鯉鮒宿脇本陣玄関（建造物） - 江戸時代[4]。間口360cm、奥行270cm、高さ300cm[5]。池鯉鮒宿で脇本陣を務めていた木綿屋の嘉七郎家は明治時代になって取り壊されたが、唐破風の玄関部分のみ保存されて小松寺に移築され、地蔵堂に転用された[1]。1965年（昭和40年）1月1日指定。
- 井村祖風墓 徹堂墓（建造物） - 江戸時代[4]。祖風墓は高さ69cmであり、文化6年（1809年）建立。徹堂墓は高さ49.0cmであり、嘉永6年（1853年）建立[6]。1965年（昭和40年）1月1日指定。
- 地蔵菩薩立像（彫刻） - 平安時代[4]。像高66cm[1]。

## 現地情報
所在地
- 愛知県知立市西町本田76-1（2007年の移転後）
- 愛知県知立市栄2丁目14（2007年の移転前）

アクセス
- 名鉄名古屋本線・三河線知立駅から徒歩